# Handball-Verbandsliga Bayern 1992/93
Die Handball-Verbandsliga Bayern 1992/93 wurde unter dem Dach des Bayerischen Handballverbandes (BHV) organisiert, sie stellt den Unterbau zur Handball-Bayernliga dar und war als fünfthöchste Liga im deutschen Ligensystem eingestuft.

## Saisonverlauf
Meister der Verbandsliga Nord wurde der TSV 1861 Zirndorf und Vizemeister war die TS 1887 Selb. Meister der Südgruppe war der MTSV Schwabing und Vizemeister der TSV Landsberg. Alle vier konnten direkt in die Bayernliga 1993/94 aufsteigen.

### Modus

Bereich des „Bayer. Handballverbandes“ (BHV)

Die in Gruppe Nord und Süd eingeteilte Liga bestand aus je zwölf Mannschaften. Es wurde eine Hin- und Rückrunde gespielt. Platz eins jeder Gruppe war Staffelsieger und Direktaufsteiger in die Bayernliga. Die zweiten Plätze waren ebenfalls direkt für die Bayernliga 1993/94 qualifiziert. Die Platzierungen zehn bis zwölf jeder Gruppe waren Direktabsteiger.

## Teilnehmer
Nicht mehr dabei waren die Aufsteiger der Vorsaison SG Rödental, VfL Wunsiedel, TSV Trudering und TG Landshut. Neu dabei waren die Absteiger aus der Bayernliga SG DJK/FCA Augsburg-Hochzoll, TSV Zirndorf, 1. FC Nürnberg und die sechs Aufsteiger aus den Bezirksligen.

### Aufstiegsrelegation
Wurde nicht ausgetragen, da die Vizemeister beider Gruppen Aufstiegsrecht bekamen.